# Дони Калвин
Дони Калвин е американски реге музикант и певец.

## Успехи
Той бива привлечен в студийния проект на Артър Бейкър Rockers Revenge, който на 18 септември 1982 достига първо место на билборд чартът на Съединените американски щати в раздел „горещо клуб денс парче“ с песента Walking on sunshine. Същата песен достига до четвърта позиция в чартовете на Обединеното Кралство.